# The Red Shore
The Red Shore è una band deathcore australiana, proveniente da Melbourne, formatasi nel 2004.

## Storia dei Red Shore
The Red Shore firmano il loro primo contratto per Big Phat Adelaide Records e Modern Music, nel 2006 e pubblicato il loro primo EP,Salvaging What's Left.  Alla fine del 2007, la bandviene alla ribalta sui titoli nazionali quando vengono coinvolti in un incidente d'auto mortale durante il tour, causando la morte del vocalist Damien Morris e del roadie Andy Milner.
I membri decidono di continuare come band, firma per Siege of Amida Records ed esce il loro album di debutto, Unconsecrated, nel 2008. Una compilation, dal titolo Lost Verses, è stato registrata e pubblicata nel maggio 2009.
La band è attualmente sotto contratto con Roadrunner (Australia). Rise Records (Nord America e Giappone) e Listenable Records (Europa).

## Formazione

### Formazione attuale
- Jason Leombruni - chitarra (2004-2011)
- Roman Koester - chitarra (2005-2011)
- Tim Shearman - batteria (2009-2011)
- Chase Butler - voce (2009-2011)

### Ex componenti
- Damien Morris - voce (2005–2007)
- Richard Johnson - percussioni (2005–2007)
- Jake Green - percussioni (2007–2009)

## Discografia

### Album in studio
- 2008 - Unconsecrated
- 2009 - Lost Verses
- 2010 - The Avarice Of Man

### EP
- 2006 - Salvaging What's Left